# 休·赫恩肖
休·赫恩肖（英語：Sue Hearnshaw，1961年5月26日—），英国女子田径运动员，主攻跳远。她曾代表英国参加1980年和1984年夏季奥林匹克运动会田径比赛，其中1984年奥运会获得一枚铜牌。